# Recurvaria nanella
Recurvaria nanella је врста ноћног лептира (мољца) из породице Gelechiidae.

## Распрострањење
Врста је широко распрострањена у Европи, такође се налази у Турској, на Блиском истоку, у северној Африци (укључујући Египат), на Кавказу, Казахстану, у југоисточном Сибиру. Налази се и у Северној Америци, где је вероватно интродукована.
У Србији се среће од низијских подручја до висина до 1000 метара надморске висине.

## Опис
Распон крила је 10-12 мм. Лети од јуна до августа. Гусеница прави мине на младим листовима брезе, трешње, крушке и јабуке, и у њима презимљава.

## Синоними
- Tinea nanella Denis & Schiffermüller, 1775
- Tinea pumilella [Denis & Schiffermüller], 1775
- Recurvaria nana Haworth, 1828
- Recurvaria crataegella Busck, 1903
- Recurvaria srataegella Busck, 1903
- Recurvaria nanella unicolor Rebel, 1927